# Octobre 1972

## Évènements
- En Corée du Sud, Park Chung-hee instaure la loi martiale et met en place une nouvelle Constitution approuvée par plébiscite en décembre, qui lui permet de rester indéfiniment en fonction (Constitution Yusin). Dans les mois qui suivent, la répression s’accentue en Corée du Sud.
- L’autorité militaire est rétablie dans la bande de Gaza.
- Sommet de Paris. La CEE est appelée à traiter de la politique industrielle et régionale, ainsi que ceux de l’énergie, de la protection de l’environnement et des conditions de travail. Un calendrier prévoit de construire par étapes une union économique et monétaire et d’aboutir en 1980 à une union européenne pratiquant la coopération politique en matière de défense et de relations extérieures.

- 2 octobre : par référendum, le Danemark entre dans la CEE.

- 5 octobre :
  - Signature d’un accord entre les compagnies pétrolières occidentales et l’Arabie saoudite, le Qatar, le Koweït et Abou Dabi: au 1er janvier 1973, ces États reçoivent 25 % du capital des sociétés concessionnaires.
  - France : fondation par Jean-Marie Le Pen du Front national (FN), issu de formations d'extrême droite telles qu'Ordre Nouveau, ou Occident.

- 8 octobre
  - Madagascar : référendum à l’initiative du général Ramanantsoa pour son maintien au pouvoir pendant cinq ans, démission du président Philibert Tsiranana.
  - Formule 1 : Grand Prix automobile des États-Unis.

- 10 octobre[1] : début d'un mouvement de grève des camionneurs qui paralyse le Chili.

- 12 octobre : troubles estudiantins au Portugal, après la mort de l’étudiant José Ribeiro dos Santos, victime de la Pide.

- 13 octobre : accident du Vol 571 Fuerza Aérea Uruguaya. Un avion uruguayen s'écrase dans la cordillère des Andes avec 45 personnes à bord. Les 16 survivants reconnaîtront avoir pratiqué l'anthropophagie pour survivre. La survie des rescapés revient au courage de deux passagers, qui décidèrent de traverser les Andes pour trouver les secours, qui arrivèrent le 22 décembre.

- 15 octobre : Hang Thun Hak est nommé Premier ministre de la République khmère.

- 20 octobre : Revenue Sharing Act qui remet pendant cinq ans 1/7° de l’aide fédérale (6 milliards de dollars) aux gouvernements locaux.

- 24 octobre (Formule 1) : Grand Prix automobile du Canada.

- 25 octobre, France : un troupeau de soixante brebis est conduit par des paysans du Larzac sur les pelouses du Champ-de-Mars à Paris.

- 26 octobre : coup d’État militaire en République du Dahomey (actuel Bénin). Mathieu Kérékou prend le pouvoir.

- 27 octobre : crash de Noirétable dans le département français de la Loire, l'écrasement d'un  Vickers Viscount d'Air Inter fait 60 morts.
- 30 octobre, élection fédérale. Gouvernement minoritaire du parti libéral mené par Pierre Elliott Trudeau.

## Naissances
- 3 octobre : Nathalie Vincent, animatrice de télévision et actrice française.
- 7 octobre : Xavier Marcelo Hervas Mora, Personnalité politique équatorien.
- 8 octobre : 
  - Enrique Arce, acteur espagnol.
  - Hamzah Idris, footballeur saoudien.
- 11 octobre : Claudia Black, actrice australienne.
- 12 octobre : Oleg Novitskiy, spationaute russe.
- 16 octobre : Jacques Nienaber, entraîneur sud-africain de rugby à XV.
- 17 octobre :
  - Cameron Baerg, rameur.
  - Eminem, rappeur américain.
  - Wyclef Jean, rappeur américain.
- 18 octobre : Karl Nehammer, homme politique autrichien et chancelier d'Autriche depuis 2021.
- 20 octobre : 
  - Dmitri Alenitchev, footballeur russe.
  - Kasongo Ilunga, homme politique zaïrois.
- 24 octobre :
  - Frédéric Déhu, footballeur français.
  - Vicente Bejarano, matador espagnol.
- 27 octobre : Santiago Botero, coureur cycliste colombien.
- 29 octobre : Steeve Estatof, chanteur rock français.

## Décès
- 10 octobre : Kenneth Edgeworth, ingénieur et astronome irlandais (° 26 février 1880).
- 20 octobre : Harlow Shapley, astrophysicien américain (° 1885).
- 22 octobre : Pablo Casals, violoncelliste espagnol (° 1876).
- 27 octobre : Katherine Oppenheimer, biologiste et botaniste germano-étatsunienne (° 8 août 1910).
- 31 octobre : Bill Durnan, joueur de hockey.